# Gondola

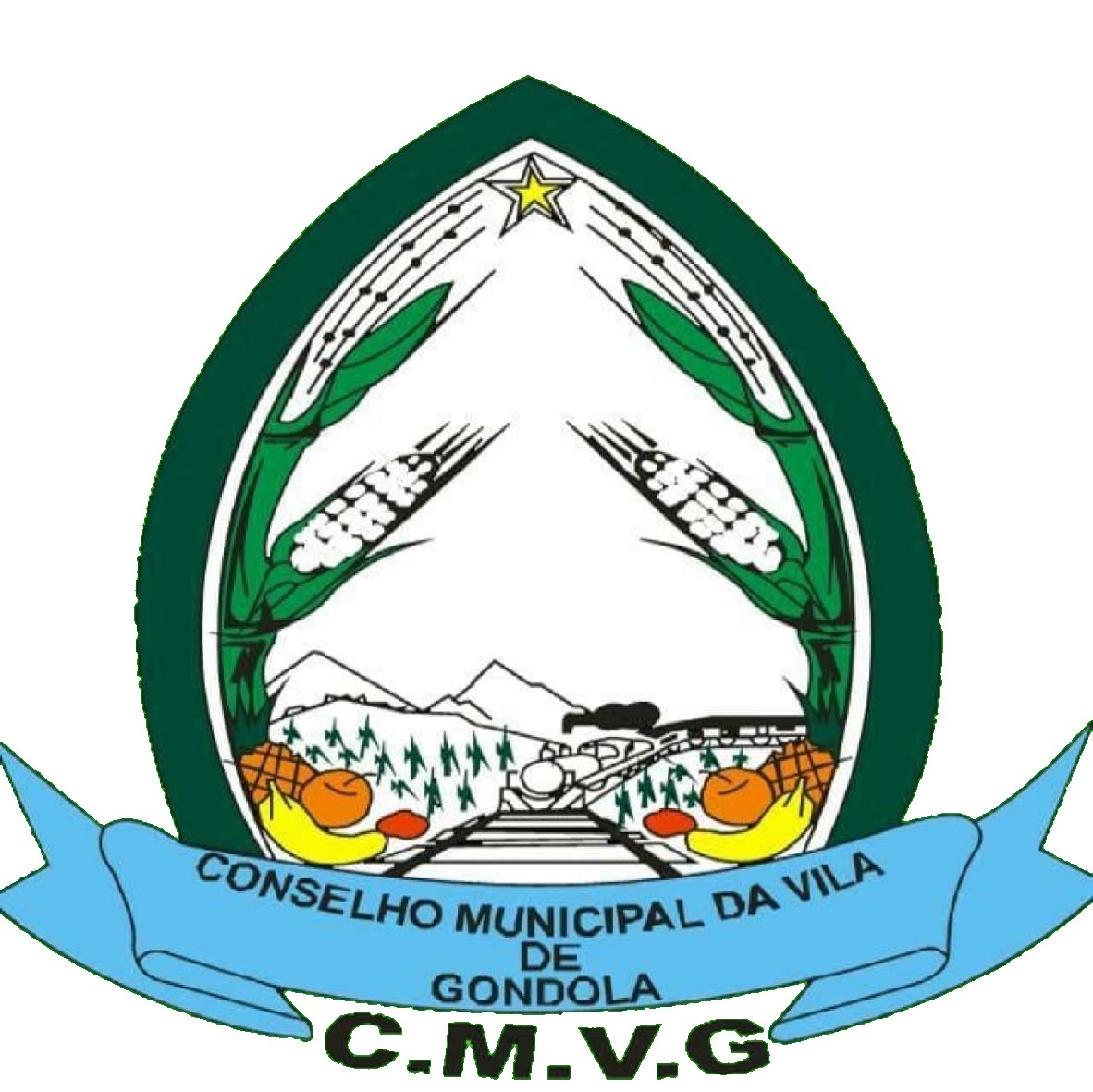
Brasão

Gondola é uma vila da província de Manica, em Moçambique, sede do distrito do mesmo nome. 
De acordo com o censo de 2007, a vila de Gondola tinha uma população de 33,877 habitantes.
A vila possui a terceira maior piscina olímpica de Moçambique, pertencente à empresa estatal Portos e Caminhos de Ferro de Moçambique, e um Clube Multi-Desportivo.
A vila é atravessada pela Estrada Nacional nº 6, rodovia que a liga à cidade de Chimoio, ao oeste, e à vila da Inchope, ao leste. Além disso, possui uma estação ferroviária do Caminho de Ferro de Machipanda.